# Mohamed Sissoko
Mohamed „Momo“ Lamine Sissoko Gillan (* 22. Januar 1985 in Mont-Saint-Aignan, Frankreich) ist ein ehemaliger malischer Fußballspieler, der auch die Französische Staatsbürgerschaft besitzt.
Er ist ein Neffe des Afrikanischen Fußballers des Jahres von 1970, Salif Keïta. Seine Brüder Ibrahim und Abdoul sind ebenfalls Profifußballer. Sein Cousin Seydou Keita spielte unter anderem beim FC Barcelona.

## Karriere

### Im Verein
Der gebürtige Franzose Mohamed Sissoko begann seine Fußballerkarriere bei der Jugendabteilung der AJ Auxerre. Seine Profilaufbahn startete 2002 im Alter von 17 Jahren bei Auxerre, wo er in der Saison 2002/03 jedoch zu keinem einzigen Einsatz kam.
Im Sommer 2003 wechselte Mohamed Sissoko zum spanischen Verein FC Valencia. Der dortige Trainer Rafael Benítez erkannte seien Fähigkeiten als Mittelfeldspieler und setzte ihn, obwohl der Malier bis dahin nur als Angreifer gespielt hatte, auf dieser Position ein. Sissoko schaffte in Valencia sofort den Durchbruch und gewann mit dem Klub im ersten Jahr den UEFA-Pokal sowie die spanische Meisterschaft.
Zur Saison 2005/06 wechselte Mohamed Sissoko für ca. 5,3 Millionen Pfund Sterling zum englischen Klub FC Liverpool, wo Rafael Benítez seit 2004 Trainer war. Auch in Liverpool konnte sich Sissoko durch seine kämpferischen und physischen Fähigkeiten sofort in Szene setzten und schnell zum Publikumsliebling avancieren. In der ersten Spielzeit war Sissoko absoluter Stammspieler und gewann mit den Reds den Europäischen Supercup sowie den FA Cup. Im Februar 2006 wurde er im Champions-League-Spiel gegen Benfica Lissabon durch einen unbeabsichtigten Tritt von Beto am Kopf verletzt. Sissoko zog sich dabei eine Verletzung an der Netzhaut des rechten Auges zu. Erste Befürchtungen, er könnte sogar bis zu 80 % seines Sehvermögens verlieren, bewahrheiteten sich nicht. Im zweiten Jahr kam der Malier, vor allem wegen einer langwierigen Armverletzung und der Verpflichtung des Argentiniers Javier Mascherano auf seiner Position, nur noch zu 28 Einsätzen für Liverpool und scheiterte mit dem Klub im Finale der Champions League am AC Mailand. Zur Saison 2007/08 verpflichtete der FC Liverpool mit Lucas einen weiteren Spieler, der Sissoko seinen Mittelfeldplatz streitig machte. Trotz zahlreicher Transfergerüchte, die ihn unter anderem mit dem FC Barcelona und Juventus Turin in Verbindung brachten, verlängerte er im Juni 2007 seinen Vertrag bei den Reds bis 2011. Später wurde bekannt, dass Sissoko ein offizielles Angebot von Juventus erhalten hatte, dieses aber mit der Begründung Liverpool sei der größere Klub, abgelehnt hatte.
Sissoko kam in der Hinrunde nur noch zu zehn Einsätzen und forderte deshalb im Januar 2008 öffentlich von Benítez mehr Einsätze in der ersten Mannschaft. Der Malier wurde daraufhin auf die Transferliste gesetzt und zog das Interesse zahlreicher großer Vereine auf sich. Am 29. Januar 2008 wechselte er für 11 Millionen Euro schließlich doch zum italienischen Rekordmeister Juventus Turin, wo er einen Fünfjahresvertrag unterzeichnete und auf Claudio Ranieri traf, der ihn bereits in Valencia trainiert hatte. Er debütierte für die Alte Dame am 3. Februar 2008 und erarbeitete sich auch in Turin sofort einen Stammplatz und die Verehrung der Tifosi. Mit Juve, die wegen des Manipulationsskandals im Vorjahr noch in der Serie B gespielt hatten, erreichte Sissoko 2007/08 den dritten Platz in der Serie A. Im August 2008 verlängerte er seinen Vertrag bei Juventus bis 30. Juni 2013, wechselte jedoch im Sommer 2011 zum französischen Erstligisten Paris Saint-Germain.
Am 31. Januar 2013 wechselte Sissoko auf Leihbasis bis Saisonende in die italienische Serie A zum AC Florenz. Er kam in Florenz auf fünf Einsätze, davon vier als Einwechselspieler. Zur Saison 2013/14 kehrte Sissoko nach Paris zurück. Er verließ den Verein Anfang September 2013 und war seitdem vereinslos. Am 31. Januar 2014 unterschrieb Sissoko bei Levante UD einen Vertrag bis zum Saisonende. Diesen verlängerte er später um ein weiteres Jahr bis zum Saisonende 2014/15. Im Juni 2015 wechselte er nach China zu Shanghai Shenhua.

## Erfolge
- UEFA-Pokal-Sieger: 2003/04 (mit dem FC Valencia)
- Spanischer Meister: 2003/04 (mit dem FC Valencia)
- UEFA-Super-Cup-Sieger: 2004 (mit dem FC Valencia), 2005 (mit dem FC Liverpool)
- FA-Cup-Sieger: 2005/06 (mit dem FC Liverpool)
- FA-Community-Shield-Sieger: 2006 (mit dem FC Liverpool)
- Champions-League-Finalist: 2006/07 (mit dem FC Liverpool)